# Eugenia pinetorum
Eugenia pinetorum är en myrtenväxtart som beskrevs av Ignatz Urban. Eugenia pinetorum ingår i släktet Eugenia och familjen myrtenväxter. Inga underarter finns listade i Catalogue of Life.